# Atle Skårdal
Atle Skårdal (Skien, 17 de febrero de 1966) es un deportista noruego que compitió en esquí alpino; dos veces campeón mundial.
Ganó tres medallas en el Campeonato Mundial de Esquí Alpino, en los años 1993 y 1997. En la Copa del Mundo consiguió siete victorias y veintiséis podios en total.
Participó en dos Juegos Olímpicos de Invierno, en los años 1988 y 1994, ocupando el sexto lugar en Lillehammer 1994, en la prueba de supergigante.
Fue entrenador del equipo noruego de esquí alpino entre 2000 y 2005, y después director de carrera de la Federación Internacional de Esquí para la Copa del Mundo.

## Palmarés internacional
| Campeonato Mundial | Campeonato Mundial     | Campeonato Mundial | Campeonato Mundial |
| Año                | Lugar                  | Medalla            | Prueba             |
| ------------------ | ---------------------- | ------------------ | ------------------ |
| 1993               | Morioka (Japón)        | Medalla de plata   | Descenso           |
| 1996               | Sierra Nevada (España) | Medalla de oro     | Supergigante       |
| 1997               | Sestriere (Italia)     | Medalla de oro     | Supergigante       |